# Armin Horowitz

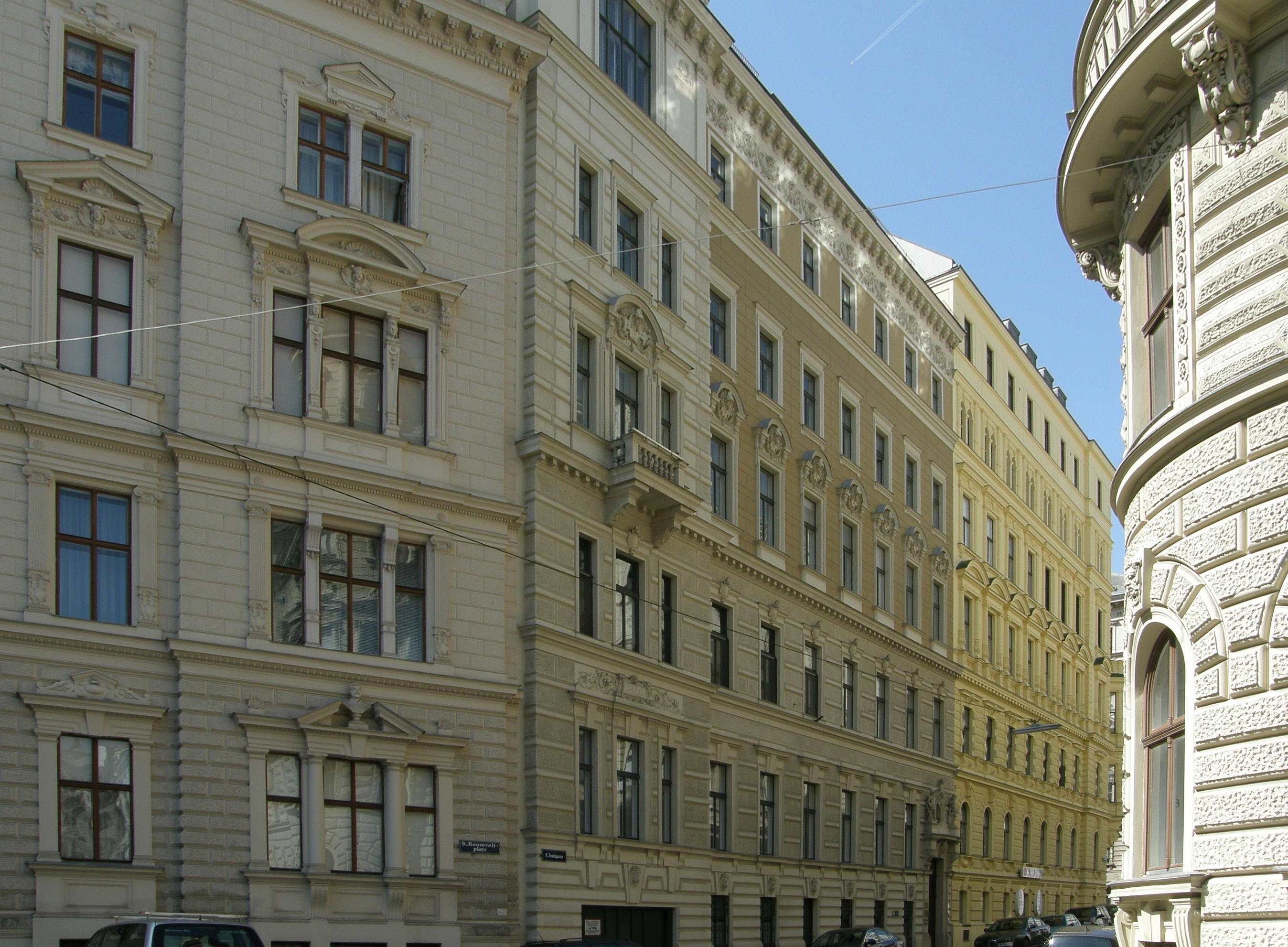
Kamienica z 1886 w Wiedniu przy Frankgasse 9, gdzie mieszkał Armin Horowitz

Armin Horowitz (ur. 19 października 1880 w Warszawie, zm. 15 czerwca 1965 w Norwich) – malarz portrecista i pejzażysta, grafik i ilustrator. Syn malarza Leopolda Horowitza.
Studiował malarstwo w latach 1897–1901 w Akademii Sztuk Pięknych w Wiedniu u Christiana Griepenkerla i Aloisa Deluga. Kontynuował studia w Akademii Sztuk Pięknych w Monachium u Leo Putza. Odbywał podróże studialne m.in. do Paryża.
Po wybuchu I wojny światowej zgłosił się jako ochotnik w Bratysławie do armii austro-węgierskiej i od października 1915 znajdował się na froncie w Serbii.
Jako komendant transportu jeńców wykonał szereg portretów żołnierzy pochodzących z różnych krajów z zamiarem wydania albumu reprodukcji, z którego dochód miał być przeznaczony na Międzynarodowy Ruch Czerwonego Krzyża i Czerwonego Półksiężyca.
15 czerwca 1916 został mianowany oficjalnym malarzem wojennym, a w styczniu 1917 awansowany na podporucznika rezerwy. Działał na frontach wołyńskim i włoskim oraz w austriackiej flotylli na Wiśle.
Na froncie południowym dostał się na krótko do niewoli. W maju 1918 przebywał na froncie albańskim.
Po wojnie zamieszkał w Wiedniu i zajął się głównie malarstwem portretowym i grafiką książkową. W 1936 uzyskał srebrny medal Zachęty.
Po przyłączeniu Austrii do III Rzeszy wyemigrował w 1938 do Anglii, gdzie pozostał na stałe, z wyjątkiem krótkiego pobytu w Meksyku w 1955.
Wiele jego obrazów batalistycznych znajduje się w zbiorach Muzeum Historii Wojskowości w Wiedniu.